# Give Your Heart a Break
Singles de Demi Lovato
Skyscraper Heart Attack
Pistes de Unbroken
Mistake Skyscraper
Give Your Heart A Break est une chanson interprétée par Demi Lovato. Elle a été écrite et produite par Josh Alexander (en) et Billy Steinberg (en) pour le troisième album de Demi, Unbroken. Il a été choisi comme deuxième single officiel pour l'album juste après Skyscraper. Le 23 décembre 2011, Demi a sorti un lyric vidéo de la chanson qui annonce son arrivée le 4 avril 2012.

## Critiques
Le morceau a reçu des critiques positives par de nombreux magazines et sites internet. "Embrace You Magazine" a noté que cette chanson était la plus cool que Demi ait faite et que le son utilisé était très efficace ; il vous rentre dans la tête et vous le gardez pendant toute la journée, très "catchy".
Joe DeAndra de "AbsolutePunk" trouve que dans le dernier album de Lovato, "Mistake" et "Give Your Heart A Break" sont les morceaux les plus réussis et qui correspondent le mieux à Demi, que ces deux morceaux la différencie des autres stars de sa génération. Jason Scott de "seattlepepi.com" trouve que ce morceau avec "Hold Up" et "Mistake" font partie des meilleures chansons que la nouvelle génération de chanteurs aient écrit et félicite le travail de Demi.
La chaîne MTV trouve que c'est un morceau super et qui va sans aucun doute connaitre le succès qu'il mérite.

## Live
Demi Lovato a chanté ce morceau en direct avec son groupe et des danseurs pour de nombreuses occasions, la première étant pour la radio Kiss 98.5 FM avec d'autres morceaux de l'album comme "All Night Long", "Who's That Boy", "Skyscraper" et "Unbroken".
Le 9 décembre 2011, Demi a interprété "Give Your Heart A Break" au Z100 Jingle Ball Concert à New York, ce soir là elle a même fait un duo avec Kelly Clarkson sur la chanson "Have Yourself a Merry Little Christmas".
Le 31 décembre 2011, le single a été interprété sur la scène des MTV New Year's Eve, soirée qui a été animée par Demi Lovato, Selena Gomez, Justin Bieber et Lady Gaga. Pour les People's Choice Awards le 11 janvier 2012, Demi a interprété ce morceau avec beaucoup d'émotions juste avant de recevoir le titre de "Star Pop de l'Année".

## Clip Vidéo
Le 23 décembre 2011, Demi Lovato a annoncé que le deuxième single de son opus ne sera pas "Who's That Boy" mais "Give Your Heart A Break" et le même joue elle sort un clip avec les paroles de la chanson. On la voit notamment en train d’écrire dans un livre les paroles de la chanson. Le clip sortira sur Vevo en 2012. Un extrait de quelques secondes a été mis en ligne sur Vevo le 24 mars par Demi, dévoilant à la fin les dates de sortie du clip : Le 2 avril aux États-Unis ainsi qu'au Canada et le 3 avril dans le monde entier par le biais de Vevo.
Dans le clip officiel, on voit Demi appeler son petit-ami. Soudain, elle soupire et commence à chanter le premier couplet. Par la suite, Lovato est vue en train de se promener dans des rues la nuit, et elle est souvent en compagnie du garçon. Le clip se termine avec son petit-ami qui observe depuis son appartement une photo d'eux en fond de mosaïque, sans doute créé par la chanteuse.

## Crédits et personnels
- Chant: Demi Lovato
- Écriture: Josh Alexander (en), Billy Steinberg (en)
- Production: Josh Alexander, Billy Steinberg

## Récompenses et nominations
| Année | Prix                               | Nomination                           | Résultat   |
| ----- | ---------------------------------- | ------------------------------------ | ---------- |
| 2012  | Teen Choice Awards                 | Meilleure chanson de l'été           | Nomination |
| 2012  | Teen Choice Awards                 | Meilleure chanson d'amour            | Nomination |
| 2012  | Fanta Irresistible Awards          | Most Irresistible Song As A Ringtone | Lauréat    |
| 2012  | Teen Icon Awards                   | Chanson Iconic                       | Lauréat    |
| 2012  | Fuse Awards                        | Clip de l'année                      | Nomination |
| 2013  | Special Awards (Hollywood Records) | Chanson la plus joué aux États-Unis  | Lauréat    |

## Classement et certifications

### Classement
| Chart (2012-13)                      | Position |
| ------------------------------------ | -------- |
| Belgique (Ultratop 50 Flanders)      | 32       |
| Brésil (Hot 100 Airplay)             | 39       |
| Canada (Canadian Hot 100)            | 19       |
| Chili (Chile Top 20)                 | 19       |
| France (SNEP)                        | 162      |
| Honduras (Honduras Top 50)           | 21       |
| Japon (Japan Hot 100)                | 91       |
| Liban (Lebanese Top 20)              | 11       |
| Mexique (Billboard)                  | 15       |
| Nouvelle-Zélande (Recorded Music NZ) | 9        |
| Portugal (Billboard)                 | 20       |
| Slovaquie (Rádio Top 100)            | 95       |
| Turquie (Turkish Singles Chart)      | 19       |
| Royaume-Uni(Official Charts Company) | 194      |
| États-Unis (Billboard Hot 100)       | 16       |
| États-Unis (Adult Contemporary)      | 16       |
| États-Unis (Adult Top 40)            | 12       |
| États-Unis (Latin Pop Songs)         | 38       |
| États-Unis (Mainstream Top 40)       | 1        |

| Pays                    | Certification | Ventes      |
| ----------------------- | ------------- | ----------- |
| États-Unis (RIAA)       | Platine x3    | 3 000 000 + |
| Nouvelle-Zélande (RMNZ) | Or            | 7 500 +     |

| Chart (2012)                     | Position |
| -------------------------------- | -------- |
| Brésil (Billboard Hot Pop Songs) | 21       |
| Canada (Canadian Hot 100)        | 67       |
| États-Unis (Billboard Hot 100)   | 39       |
| États-Unis (Adult Contemporary)  | 42       |
| États-Unis (Adult Pop Songs)     | 42       |
| États-Unis (Pop Songs)           | 18       |